# Protosuberites ferrerhernandezi
Protosuberites ferrerhernandezi är en svampdjursart som först beskrevs av Boury-Enault och Guilherme A.M.Lopes 1985.  Protosuberites ferrerhernandezi ingår i släktet Protosuberites och familjen Suberitidae. Inga underarter finns listade i Catalogue of Life.